# Master P

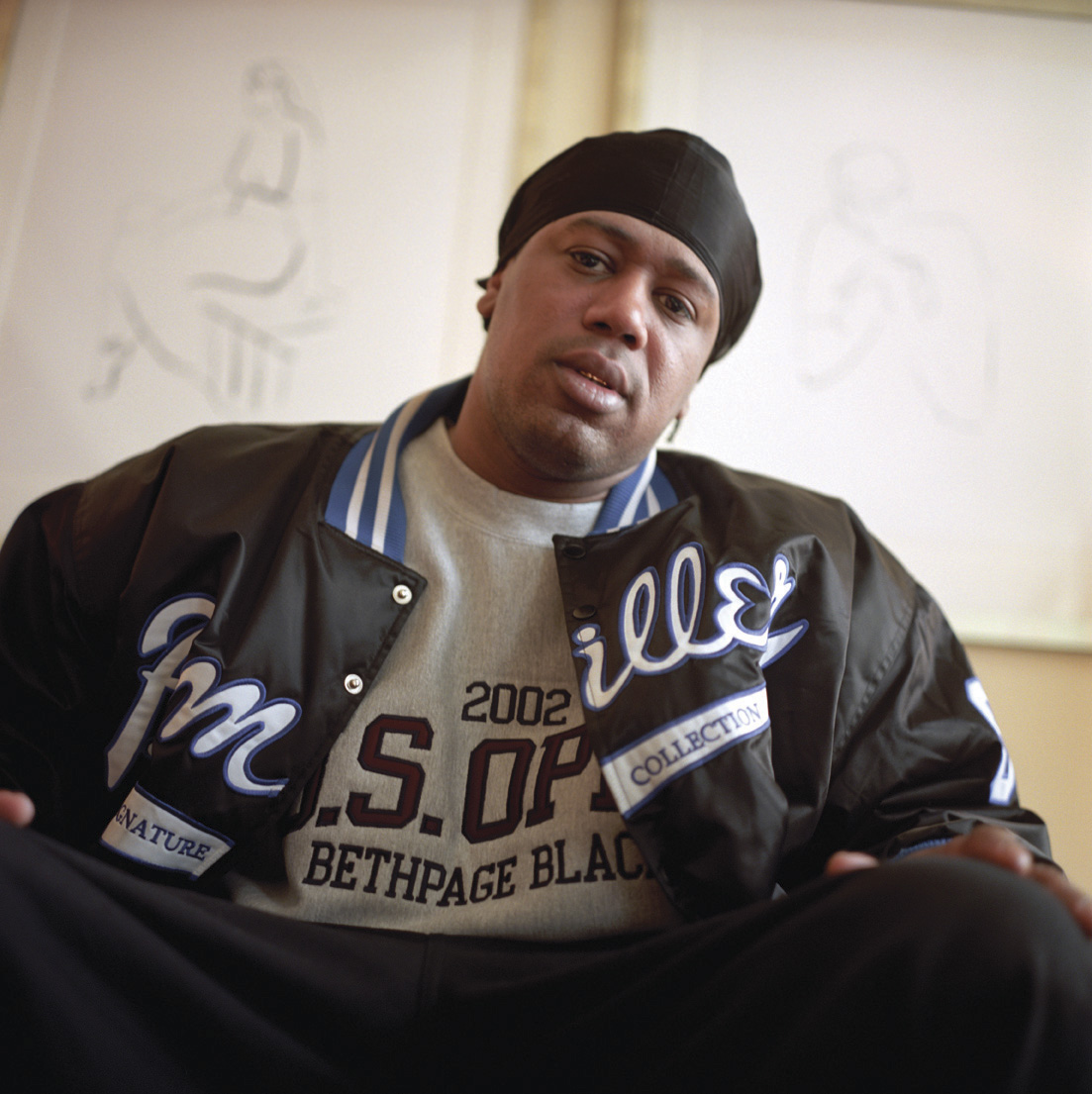
Master P (2001)

Master P (* 29. April 1970 in den Calliope Projects von New Orleans als Percy Robert Miller) ist ein US-amerikanischer Produzent, Rapper und der CEO von No Limit Records. Sein Sohn ist der Rapper Lil Romeo, seine Tochter die Sängerin und Schauspielerin Cymphonique Miller.

## Karriere
1990 erbte er von seinem Großvater 10.000 US-Dollar und gründete damit den No Limit Record Store und später sein eigenes Label namens No Limit Records, über welches er sein erstes Soloalbum veröffentlichte. Dabei wurde er von Anfang an durch Mystikal und den auf Grund von Verhandlungsschwierigkeiten mit seinem ehemaligen Label Death Row Records wieder frei gewordenen Künstler Snoop Dogg unterstützt.
Neben dem kommerziellen Erfolg durch einen typisch „südlichen“ Klang und dem bis zum Exzess getriebenen „Bling-Wahn“ (welcher sich auf der Idee begründet, so viel Gold wie möglich zu tragen) verhalf ihm vor allem eine frühe Initiative im Filmgeschäft, wo er sich auf massentauglich verarbeitete Geschichten aus dem US-amerikanischen Ghettoalltag spezialisierte, zu raschem Erfolg. Vor allem die kompromisslos verherrlichende Darstellung eines durch das Drogen- und Musikgeschäft reich gewordenen Straßenjungen sorgten für volle Kassen. Bei dem erzielten Erfolg spielte vor allem auch das sehr depressive, negative Ambiente des Rap-Genres, welches durch Tupac und Notorious BIG und deren beider Tod seinen Höhepunkt erreichte, eine gewichtige Rolle. Master P beendete diese düstere, durch mafiaähnliche Selbstverherrlichung geprägte Epoche des Raps.
Seine beiden Brüder C-Murder und Silkk the Shocker unterstützten Master P auf seinen weiteren Alben. Obwohl TV-Sender seine Songs nicht spielten, kamen auch sie an. 1997 erschien der Film I’m Bout It mit Soundtrack in die Videotheken. Er verkaufte sich mehrere Millionen Mal, obwohl dieser nie in den Kinos lief. Ebenso gehörte Master P zur Jury einer TV-Show.
Auch die Künstler Mystikal und Snoop Dogg verhalfen Master P mit ihren beiden Alben zu weiteren Erfolg. Nachdem diese beiden jedoch 2000 das Label verlassen hatten, ging der Erfolg von Master P zurück.
Sein wohl bekanntester Song in Deutschland ist Oohhwee. Er hatte auch schon einige filmische Auftritte, z. B. 2000 in Takedown und in Nur noch 60 Sekunden sowie 2003 als Julius Armas in Hollywood Cops.
Master P ist nicht nur Rapper und Schauspieler, sondern auch ehemaliger Basketball-Spieler. Er spielte unter anderem in der US-amerikanischen Basketballliga CBA (Continental Basketball Association) für Fort Wayne Fury. Zuvor spielte er auch für die Warren Easton High School in New Orleans und eine kurze Zeit für die Universität von Houston, wo er allerdings jeweils wenig Einsatzzeiten erhielt.
1999 inszenierte er den Film Hot Boyz.
Anfang 2014 wurde das Musiklabel No Limit Records unter dem Namen No Limit Forever weitergeführt. Master P veröffentlichte im Januar 2014 bereits mehrere neue Musikvideos unter dem neuen Musiklabel No Limit Forever.

## Diskografie
- Siehe auch: Tru und 504 Boyz

### Studioalben
| Jahr | Titel                              | Höchstplatzierung, Gesamtwochen, AuszeichnungChartplatzierungen (Jahr, Titel, Platzierungen, Wochen, Auszeichnungen, Anmerkungen) | Höchstplatzierung, Gesamtwochen, AuszeichnungChartplatzierungen (Jahr, Titel, Platzierungen, Wochen, Auszeichnungen, Anmerkungen) | Anmerkungen                                                   |
| Jahr | Titel                              | DE | US | Anmerkungen                                                   |
| ---- | ---------------------------------- | --- | --- | ------------------------------------------------------------- |
| 1991 | Get Away Clean                     | — | — | Erstveröffentlichung: 13. September 1991                      |
| 1992 | Mama’s Bad Boy                     | — | — | Erstveröffentlichung: 20. April 1992                          |
| 1994 | The Ghettos Tryin’ to Kill Me!     | — | — | Erstveröffentlichung: 18. März 1994                           |
| 1995 | 99 Ways to Die                     | — | — | Erstveröffentlichung: 7. Februar 1995                         |
| 1996 | Ice Cream Man                      | — | US26 Platin · (57 Wo.)US | Erstveröffentlichung: 16. April 1996 Verkäufe: + 1.000.000    |
| 1997 | Ghetto D                           | — | US1 ×2Doppelplatin · (80 Wo.)US                                                                                                   | Erstveröffentlichung: 2. September 1997 Verkäufe: + 2.000.000 |
| 1998 | MP da Last Don                     | — | US1 ×4Vierfachplatin · (42 Wo.)US                                                                                                 | Erstveröffentlichung: 2. Juni 1998 Verkäufe: + 4.000.000      |
| 1999 | Only God Can Judge Me              | — | US2 Gold · (15 Wo.)US | Erstveröffentlichung: 26. Oktober 1999 Verkäufe: + 500.000    |
| 2000 | Ghetto Postage                     | — | US26 Gold · (17 Wo.)US | Erstveröffentlichung: 28. November 2000 Verkäufe: + 500.000   |
| 2001 | Game Face                          | DE32 (5 Wo.)DE | US53 (16 Wo.)US | Erstveröffentlichung: 18. Dezember 2001                       |
| 2004 | Good Side, Bad Side                | — | US11 (11 Wo.)US | Erstveröffentlichung: 23. März 2004                           |
| 2005 | Ghetto Bill                        | — | US39 (4 Wo.)US | Erstveröffentlichung: 21. Juni 2005                           |
| 2005 | Living Legend: Certified D-Boy     | — | — | Erstveröffentlichung: 25. November 2005                       |
| 2013 | The Gift                           | — | — | Erstveröffentlichung: 6. Dezember 2013                        |
| 2015 | Empire, from the Hood to Hollywood | — | — | Erstveröffentlichung: 27. November 2015                       |

### Singles als Leadmusiker
| Jahr | Titel Album                                       | Höchstplatzierung, Gesamtwochen, AuszeichnungChartplatzierungen (Jahr, Titel, Album, Platzierungen, Wochen, Auszeichnungen, Anmerkungen) | Höchstplatzierung, Gesamtwochen, AuszeichnungChartplatzierungen (Jahr, Titel, Album, Platzierungen, Wochen, Auszeichnungen, Anmerkungen) | Höchstplatzierung, Gesamtwochen, AuszeichnungChartplatzierungen (Jahr, Titel, Album, Platzierungen, Wochen, Auszeichnungen, Anmerkungen) | Höchstplatzierung, Gesamtwochen, AuszeichnungChartplatzierungen (Jahr, Titel, Album, Platzierungen, Wochen, Auszeichnungen, Anmerkungen) | Anmerkungen |
| Jahr | Titel Album                                       | DE | AT | CH | US | Anmerkungen |
| ---- | ------------------------------------------------- | --- | --- | --- | --- | --- |
| 1996 | Mr. Ice Cream Man Ice Cream Man                   | — | — | — | US90 (9 Wo.)US | Erstveröffentlichung: 30. März 1996 feat. Silkk the Shocker                                                        |
| 1997 | If I Could Change –                               | — | — | — | US60 (15 Wo.)US | Erstveröffentlichung: 1997 feat. Steady Mobb’n, Mia X, Mo B. Dick & O’Dell                                         |
| 1997 | I Miss My Homies Ghetto D                         | — | — | — | US25 Gold · (20 Wo.)US | Erstveröffentlichung: 19. August 1997 feat. Pimp C, Silkk the Shocker, Mo B. Dick, O’Dell, Sons of Funk & Mercedes |
| 1998 | Make ’Em Say Uhh! Ghetto D                        | — | — | — | US16 Platin · (27 Wo.)US | Erstveröffentlichung: 13. Januar 1998 feat. Fiend, Silkk the Shocker, Mia X & Mystikal                             |
| 1998 | I Got the Hook Up! I Got the Hook Up (Soundtrack) | — | — | — | US16 Gold · (20 Wo.)US | Erstveröffentlichung: 1998 feat. Sons of Funk                                                                      |
| 1998 | Goodbye to My Homies MP da Last Don               | — | — | — | US27 (16 Wo.)US | Erstveröffentlichung: 1998 feat. Silkk the Shocker, Sons of Funk & Mo B. Dick                                      |
| 1999 | Kenny’s Dead Chef Aid: The South Park Album       | DE77 (4 Wo.)DE | — | — | — | Erstveröffentlichung: 1999                                                                                         |
| 1999 | Step to This Only God Can Judge Me                | — | — | — | US88 (3 Wo.)US | Erstveröffentlichung: 1999 feat. D.I.G.                                                                            |
| 2000 | Souljas Ghetto Postage                            | — | — | — | US98 (1 Wo.)US | Erstveröffentlichung: 2000                                                                                         |
| 2001 | Ooohhhwee Game Face                               | DE10 (14 Wo.)DE | AT37 (6 Wo.)AT | CH73 (2 Wo.)CH | US63 (11 Wo.)US | Erstveröffentlichung: 2001 feat. Weebie                                                                            |
| 2002 | Real Love Game Face                               | DE50 (9 Wo.)DE | — | — | — | Erstveröffentlichung: 2002 feat. Sera-Lynn                                                                         |

### Singles als Gastmusiker
| Jahr | Titel Album                         | Höchstplatzierung, Gesamtwochen, AuszeichnungChartplatzierungen (Jahr, Titel, Album, Platzierungen, Wochen, Auszeichnungen, Anmerkungen) | Höchstplatzierung, Gesamtwochen, AuszeichnungChartplatzierungen (Jahr, Titel, Album, Platzierungen, Wochen, Auszeichnungen, Anmerkungen) | Anmerkungen                                                                                                  |
| Jahr | Titel Album                         | UK | US | Anmerkungen                                                                                                  |
| ---- | ----------------------------------- | --- | --- | --- |
| 1997 | Pushin’ Inside You –                | — | US97 (2 Wo.)US | Erstveröffentlichung: 1997 Sons of Funk feat. Master P, Silkk the Shocker, Young Beed & C-Loc                |
| 1997 | 4, 3, 2, 1 Phenomenon               | — | US75 (12 Wo.)US | Erstveröffentlichung: 9. Dezember 1997 LL Cool J feat. Method Man, Redman, DMX, Canibus & Master P           |
| 1998 | Just Be Straight with Me –          | — | US57 (16 Wo.)US | Erstveröffentlichung: 23. Januar 1998 Silkk the Shocker feat. Master P, Destiny’s Child, O’Dell & Mo B. Dick |
| 1998 | Let’s Ride                          | UK25 (2 Wo.)UK | US2 Platin · (21 Wo.)US | Erstveröffentlichung: 10. Februar 1998 Montell Jordan feat. Master P & Silkk the Shocker                     |
| 1999 | It’s Your Thing Rear End            | — | US96 (4 Wo.)US | Erstveröffentlichung: 29. Juni 1999 Mercedes feat. Master P                                                  |
| 2001 | Lay Low The Last Meal               | — | US50 (19 Wo.)US | Erstveröffentlichung: 13. März 2001 Snoop Dogg feat. Master P, Nate Dogg, Butch Cassidy & the Eastsidaz      |
| 2003 | Choppa Style Straight from the N.O. | — | US94 (6 Wo.)US | Erstveröffentlichung: 2003 Choppa feat. Master P                                                             |